# Schizura
Genre
Schizura est un genre de papillons de la famille des Notodontidae.

## Espèces
Ce genre de lépidoptères comprend les espèces suivantes :
- Schizura concinna (J. E. Smith) - chenille à bosse rouge
- Schizura ipomoeae Doubleday - chenille bossue du chêne et de l'érable
- Schizura unicornis (J. E. Jones) - chenille licorne

## Première publication
- (en) Doubleday E., Characters of three new Genera of Notodontidae, from North America, Entomologist 1 : 55-60 (1841)